# Cai già
Cai già hay cầy gia (danh pháp: Craigia yunnanensis) là một loài thực vật có hoa thuộc họ Malvaceae theo nghĩa rộng (sensu lato) hoặc Tiliaceae.
Loài này có ở Trung Quốc và Việt Nam.
Chúng hiện đang bị đe dọa vì mất môi trường sống.